# رولاند إيزاك
رولاند إيزاك (بالإنجليزية: Ronald Isaacs)‏ هو سائق سباق أمريكي، ولد في 1957.